# Mammoth Club Circuit
「Mammoth Club Circuit」（マンモスクラブサーキット）は、フラワーカンパニーズの2ndライブ・ビデオ（VHS）。
4thアルバム『マンモスフラワー』リリース直後に東京圏で6本のライブを行い収録された。
長らく廃盤となっていたが、2020年4月1日リリースのBlu-ray『フラカン、二十代の記録 -Flower Companyz Twenties Records-にデジタルリマスター』化され収録された。

## 収録曲
1. 涙よりはやく走れ（Club Quattro）
2. ライトを消して走れ（Club Quattro）
3. 孤高の英雄（Club Quattro）
4. ソウルサーフィン（On Air East）
5. アイ・アム・バーニング（On Air East）
6. 春色の道（Nissin Power Station）
7. オープニング（On Air West）
8. 冬のにおい（On Air West）
9. ホップ ステップ ヤング（On Air West）
10. ヒコーキ雲（On Air West）
11. 紅色の雲（Liquidroom）
12. 夢の列車（Liquidroom）
13. どろぼう（Club Que）
14. NE-NA（Club Que）
15. トラッシュ（Club Que）
16. 恋をしましょう（On Air West）
17. ロックンロールタイフーン（On Air West）